# Puerto Quito
Puerto Quito – miasto w Ekwadorze, w prowincji Pichincha, siedziba kantonu Puerto Quito.